# Alex Corenthin
Alex Louis Gabriel Corenthin (1956-) est informaticien, Directeur des Systèmes d'Information de l'Université Cheikh Anta Diop de Dakar, maître assistant du département génie informatique  de l'École Supérieure Polytechnique de l'UCAD  et gestionnaire du domaine sn. Il a participé directement à l'implantation de l'internet au Sénégal. 

## Biographie
- Membre du Conseil (advisory board) du PIR (Public Interest Registry), gestionnaire du .ORG
- Chef du département Génie Informatique de l'École Supérieure Polytechnique de Dakar (1990 - 1999)
- Septembre 2000 – décembre 2004 Directeur des Systèmes d’Information, Société Nationale LA POSTE – Sénégal[3].
- Depuis 1996 - Membre de l'Internet Society.
- Depuis 1992 - Gestionnaire du Domaine SN[4] : (Enregistrement des noms de domaines Internet pour le Sénégal).
- 1999 - Actuel : Membre fondateur et Président du Chapitre Sénégalais d’Internet Society[5] (ISOC Sénégal).
- Depuis 1998 : Membre et Responsable des relations internationales de l'Observatoire sur les Systèmes d'Information, les Réseaux et les Inforoutes au Sénégal (OSIRIS[6]). Association à but non lucratif créée en mars 1998 qui se propose de produire des analyses, d'informer et de sensibiliser à tous les sujets relatifs à l'utilisation et à l'appropriation des technologies de l'information et de la communication au Sénégal.
- Expert du CTA (Centre de technologies Agricoles), centre de formation des gestionnaires de la documentation des centres agricoles nationaux et régionaux de l’Afrique de l’Ouest aux technologies de l’Internet.
- Expert de l'UNESCO (Formation des gestionnaires de nœud nationaux de l’Internet).
- 1999 -2005 - Membre du comité d’Orientation de l’INTIF (Institut Francophone des technologies de l’Information et de la Formation[7]), représentant de l’Afrique de l’Ouest.
- 1998 – 2000 : Président du Comité Africain sur le Recherche en Informatique (CARI) Organisateur du Colloque bisannuel Africain sur la Recherche en Informatique CARI2000, Madagascar octobre 2000[8].
- Partenaire associé au projet Université Virtuelle Francophone de l'AUPELF/UREF (Projet FERII) Expert de L’Union International des Télécommunications 2003 - Audit du Système d’Information des Télécommunications (SIGTEL) de la CEDEAO (Abuja – Nigéria) Elaboration d’un plan de reprise des activités et de refonte du système d’information.
- Expert auprès du Ministère des Affaires étrangères de la France 2001 - Étude et rapport de l’impact des infrastructures Internet au Nigéria pour le compte du Ministère Français des affaires étrangères et de la coopération dans le cadre du programme ADEN.
- Membre du Conseil national du numérique